# 任务视图
任务视图是一个在Windows 10中首次引入的任务切换器和虚拟桌面系统。任务视图允许用户快速定位到已打开的窗口，快速隐藏所有窗口并显示另一个桌面，以及管理多个监视器或虚拟桌面上的窗口。单击任务栏上的“任务视图”按钮或从屏幕左侧滑动将展示所有窗口，然后允许用户切换这些窗口，或者切换多个工作区。此功能的首个预览发布于2014年9月30日在旧金山的Windows 10媒体活动。

## 类似的应用程序
在其他操作系统中有类似的效果。
Microsoft Windows 3.0在1990年首次引入了窗口切换器。使用 Alt+Tab ↹，用户可以查看所有已打开窗口的平面视图。自此之后，Windows的各个版本都提供这样的窗口切换功能。Window Vista和Window 7提供了被称为Windows Flip 3D的额外特性，但本质目的基本一致。Flip 3D允许用户用3D透视的效果查看所有已打开的窗口。此方法的缺点是前景窗口的大部分覆盖了其他窗口的显著内容，这不同于Exposé。另一方面，这允许用户看到前景窗口的大部分内容，而这很难在Exposé中做到，特别是如果用户打开了很多窗口。Vista的桌面窗口管理器提供了一个公用API，允许任何应用程序访问与Flip3D中使用的相同的缩略图，因此有大量第三方加载项能在Vista中提供类似Exposé的功能。只有很少的第三方软件，例如Emcee桌面管理器，提供类似Mission Control的将相似窗口组成到虚拟“堆栈”，或者支持Windows 8的“新界面”（Immersive）应用。
微软面向Microsoft Mice的Intellipoint软件有一个类似Exposé的功能，它可以提供窗口的实时画面，而不是静态图像。另外，几个Windows免费软件也模拟Exposé的功能。
Compiz和KWin撰写了面向X窗口系统的窗口管理器。 插件有两点类似Exposé - Compiz中的缩放插件，以及KWin中目前的窗口效果。Skippy也采用了类似Exposé的功能。
从3.0版本开始，GNOME桌面环境有一个新的“概览”模式，这用于启动应用程序和管理工作区。在此模式下，窗口会缩小并按类似Exposé的方式排列以供快速切换。
Chrome OS有一个窗口概览模式，它显示所有已打开窗口的缩略图，可以按“窗口切换器”键或三根手指在触摸板上滑动来调用。概览模式下的窗口可以单击窗口附属的关闭按钮来关闭，或者单击窗口缩略图来选择，这将关闭概览模式并将选定窗口放到前台。
对于经典或旧版Macintosh系统，免费的Finder Workspaces提供了类似Spaces的功能。
OS X的Mission Control允许用户快速定位已打开的窗口，快速隐藏所有窗口并显示另一个桌面，以及管理多个监视器或虚拟桌面上的窗口。激活方式为F3键，或者较旧键盘的F9键。在苹果的Magic Mouse或多点触摸板上，也可以使用三或四根手指触摸拨动的方式激活。